# São Domingos de Ana Loura
São Domingos de Ana Loura é uma povoação portuguesa sede da Freguesia de São Domingos de Ana Loura do Município de Estremoz, freguesia com 16,3 km² de área e 269 habitantes (censo de 2021) tendo, por isso, uma densidade populacional de 16,5 hab./km².
Está inserida em meio rural, no qual grande parte da população trabalha na agricultura e na pecuária.
Além da sede, a freguesia é composta por 4 aglomerados principais: Espinheiro, Venda do Ferrador, Estalagem e a Fonte Velha. Em 1534 já era sede de freguesia.
É banhada pela ribeira de Ana Loura, donde provém o seu nome.

## Demografia
Nota: Nos anos de 1911 a 1930 estava anexada à freguesia de Arcos. Pelo decreto lei nº 27.424, de 31/12/1936, passaram a ser freguesias autónomas.
A população registada nos censos foi:
| Distribuição da População por Grupos Etários | Distribuição da População por Grupos Etários | Distribuição da População por Grupos Etários | Distribuição da População por Grupos Etários | Distribuição da População por Grupos Etários |
| -------------------------------------------- | -------------------------------------------- | -------------------------------------------- | -------------------------------------------- | -------------------------------------------- |
| Ano                                          | 0-14 Anos                                    | 15-24 Anos                                   | 25-64 Anos                                   | > 65 Anos                                    |
| 2001                                         | 71                                           | 50                                           | 213                                          | 102                                          |
| 2011                                         | 28                                           | 43                                           | 162                                          | 108                                          |
| 2021                                         | 22                                           | 23                                           | 144                                          | 80                                           |